# Wspólnota administracyjna Schwäbisch Hall
Wspólnota administracyjna Schwäbisch Hall – wspólnota administracyjna (niem. Vereinbarte Verwaltungsgemeinschaft) w Niemczech, w kraju związkowym Badenia-Wirtembergia, w rejencji Stuttgart, w regionie Heilbronn-Franken, w powiecie Schwäbisch Hall. Siedziba wspólnoty znajduje się w mieście Schwäbisch Hall, przewodniczącym jej jest Hermann-Josef Pelgrim.
Wspólnota administracyjna zrzesza jedno miasto i trzy gminy wiejskie:
- Michelbach an der Bilz, 3 375 mieszkańców, 17,69 km²
- Michelfeld, 3 698 mieszkańców, 35,22 km²
- Rosengarten, 5 082 mieszkańców, 31,02 km²
- Schwäbisch Hall, miasto, 37 137 mieszkańców, 104,24 km²